# Nancy Cavagnari
Nancy Pía Cavagneri Silva (Callao, 25 de febrero de 1954) es una destacada vedette, actriz y comediante peruana de ascendencia italiana.

## Biografía
Nancy Cavagnari nació en el Callao el 25 de febrero de 1954. Descendiente de italianos, es la menor de trece hermanos. Vivió toda su vida en Bellavista. Es madre de dos hijos.

## Carrera artística
Inició su carrera a los once años en el programa del tío Johnny. Posteriormente, en 1976, ingresó al elenco de Tulio Loza en Telecholo. Por su versatilidad artística, Cavagnari se convirtió en una de las primeras mujeres vedettes del Perú. Más adelante pasaría a ser parte de los programas cómicos en donde destacaría como imitadora en Risas y salsa. Allí, Cavagnari realizó recordadas imitaciones y caracterizaciones de las cantantes Chabuca Granda, Lucía de la Cruz, Bartola, Rocío Dúrcal, Olivia Newton-John, Liza Minnelli, Elsa María Elejalde, María Conchita Alonso, Verónica Castro, Raffaella Carrà, Ángela Carrasco, Celia Cruz y Yuri, y de artistas como Yola Polastri, Cecilia del Risco, Violeta Ferreyros, el payaso Popy y Zelma Gálvez. Dejó su carrera para dedicarse a la maternidad.
En los años noventa, retomaría su carrera en la comicidad en el programa Las mil y una de Carlos Álvarez. Su carrera no solo sería en la comicidad, también ha participado en telenovelas, en series y en el cine.

## Trayectoria

### Programas
- Tío Johnny (1967-1970)
- Telecholo (1976)
- Risas y salsa (1980-1986)
- Las mil y una de Carlos Álvarez (1992-1997)
- Caiga quien caiga (1997-1998)
- Los Álvarez (1999)
- Por las mañanas (2000)
- Parlamiento (2001)
- Lima limón (2004-2011)
- El especial del humor (2004-2015)
- Hola a todos (2012)
- Bien por casa (2015-2016)
- El gran chef famosos (2023)

### Telenovelas
- La rica Vicky (1998)
- Así es la vida (2005)
- Misterio (2005)[8]
- Lobos de mar (2006)
- Néctar en el cielo (2007)
- Graffiti (2008)
- Chico de mi barrio (2010)
- Ana Cristina (2011)
- La bodeguita (2011)
- Mi esperanza (2018)
- Súper Ada (2024) como tía Corvina (rol de invitada especial)

### Películas
- Chicha tu madre
- Perro guardián
- Gemelos sin cura
- ¿Ahora somos 3? Sí, mi amor